# Planinski ok jezici
Planinski ok jezici, podskupina ok jezika, šira skupina ok-awyu, raširena na području Papue Nove Gvineje i indonezijskog dijela Nove Gvineje. Ovbuhvaća 9 jezika (prije 10; isključen ngalum).
Predstavnici su: bimin [bhl], 2.250 (2003 SIL); faiwol [fai], 4.500 (1987 SIL); mian [mpt], 1.400 (2000 popis); nakai [nkj], 700 (1999 M. Donohue); setaman [stm], 280 (2000 popis); suganga [sug], 350 (2000 popis); telefol [tlf], 5.400 (1994 SIL); tifal [tif], 3.600 (2003 SIL); i urapmin [urm]; 370 (2003 SIL)

## Vanjske poveznice
- Ethnologue (14th)
- Ethnologue (15th)